# France Gall
Isabelle Geneviève Marie Anne Gall, coneguda com a France Gall (París, 9 d'octubre de 1947 - Neuilly-sur-Seine, 7 de gener de 2018) fou una cantant francesa del moviment ie-ie.
Filla de Robert Gall, un cantant i autor de cançons d'èxit, que va escriure, entre altres per a Édith Piaf i Charles Aznavour. El seu pare la va iniciar en la música des de la infantesa, des dels cinc anys tocava el piano i la guitarra des dels onze. En plena adolescència va fer que gravés diversos temes que ell mateix va proposar a l'editor Denis Bourgeois la primavera de 1963, i a l'octubre se la va començar a sentir a la ràdio. El tema que cantava, Ne soit pas si bête, va assolir el lloc 44 en vendes.
L'any 1965 va guanyar el Festival d'Eurovisió presentant-se per Luxemburg. Per a aquest concurs, va haver d'escollir una cançó entre deu possibilitats i finalment va escollir Poupée de cire poupée de son, cantada en francès i escrita per Serge Gainsbourg, i va guanyar el festival.
L'any següent va ser protagonista d'un escàndol amb la sortida de la cançó Les Sucettes, també de Gainsbourg. Era un tema amb doble sentit, en què on es llepava una llaminadura semblava fer referència a una fel·lació. Gall, que no se'n va adonar fins una mica més tard, a causa de l'impacte i les crítiques va decidir tallar la relació amb l'autor. Amb tot, es va iniciar una etapa difícil per a ella, no seria fins a 1974 que Michel Berger li escriuria la cançó La déclaration d'amour, amb què la cantant va recuperar l'èxit que havia perdut.
A més, tots dos es van prometre, casar el 1976 i van tenir dos fills.
Durant els anys vuitanta va gravar menys i es va dedicar més a la seva família. El 1992 es va llançar a una gira amb l'àlbum Double Jeu, gravat amb Michel Berger, però que no va poder finalitzar a causa de la mort d'aquest el 2 d'agost del mateix any. Més tard va patir un càncer de pit que va aconseguir superar, però finalment va deixar la música amb la mort de la seva filla el 1997, que va significar un cop molt dur per a Gall. D'ençà d'aleshores es va dedicar especialment a fer accions humanitàries.
Va morir la matinada del diumenge 7 de gener de 2018 a París als 70 anys, després d'una llarga malaltia, un càncer que patia des de feia dos anys.